# Cultura del Sahara Occidental
La cultura del pueblo saharaui es una mezcla entre lo africano y lo bereber, por lo que es rica en todas sus cualidades tanto en el canto, el baile o la poesía. Se trata de una cultura de origen nómada, y su temática tradicional es de idealización de la vida nómada y alabanzas a la naturaleza.

## Música
La música haul es la música tradicional de Sahara Occidental. Como todas las músicas de transmisión oral tiene unas reglas bastantes estrictas, con una serie de modos, ritmos y afinaciones específicas que rigen el desarrollo tanto de los temas como del espectáculo completo. Dos son los instrumentos básicos: uno de cuerda, la tidinit, y otro de percusión, el t'bal, un tambor tocado casi en exclusiva por mujeres. El sonido íntimo de la tidinit puede amenizar una reunión familiar pero para enfrentarse a un concierto al aire libre en pleno desierto se necesita algo mucho más potente. La guitarra eléctrica ha tomado el relevo con éxito al igual que en otras partes de África. Se conservan las técnicas de interpretación de la tidinit y se ajusta a las reglas del haul, y además resuelve los problemas funcionales que planteaba el instrumento tradicional.
Intérpretes famosos de la música haul son Mariem Hassan, Nayim Alal, Aziza Brahim.

## Literatura
Las lenguas empleadas son el francés y el castellano. Señalar también la poesía del grupo contemporáneo más importante Generación de la Amistad Saharaui radicada en los campos de refugiados de Tinduf, que gira en torno a la tradición y a la reivindicación territorial de la RASD. Algunas de estas obras se encuentran recogidas en la Biblioteca Africana, portal de la Biblioteca Virtual Miguel de Cervantes dedicado a la literatura hispanoafricana.

## Arte prehistórico
Los trabajos de Martín Almagro Basch en los años cuarenta del siglo XX supusieron la catalogación lugares que presentan este tipo de arte como en las inmediaciones de Esmara y el entorno de El Aaiún, que no gozan de protección y están a merced del abandono o el expolio por la inestabilidad política de la región.